# Laohushan He
Laohushan He är ett vattendrag i Kina. Det ligger i provinsen Liaoning, i den nordöstra delen av landet, omkring 270 kilometer väster om provinshuvudstaden Shenyang.
Genomsnittlig årsnederbörd är 786 millimeter. Den regnigaste månaden är juni, med i genomsnitt 211 mm nederbörd, och den torraste är januari, med 3 mm nederbörd.